# Welcome to the Pleasuredome (chanson)
Pour les articles homonymes, voir Welcome to the Pleasuredome.
Singles de Frankie Goes to Hollywood
The Power of Love
(1984) Rage Hard (en)
(1986)
Welcome to the Pleasuredome est le quatrième single du groupe britannique Frankie Goes to Hollywood, extrait de l'album homonyme le 18 mars 1985. La durée de la chanson a été réduite à 4 minutes et 20 secondes pour le format single. La version album étant de 13 minutes 38 secondes.
Le single se classe 2e dans les charts au Royaume-Uni et en Irlande et dans les vingt premiers dans plusieurs pays.
Les paroles de la chanson sont inspirées du poème Kubla Khan de Samuel Taylor Coleridge,.

## Clip
Le clip, réalisé par Bernard Rose, met en scène les membres du groupe qui se rendent au palais des plaisirs. Ensemble, ils visitent ce lieu qui grouille d'activités, mais au fur et à mesure de leur progression, ils se laissent tenter, l'un après l'autre, par un spectacle à leur goût. Mais chaque plaisir se révèlera être un piège.

## Liste des titres
Get It On est une reprise du groupe T. Rex.
Le 45 tours comporte 2 titres en face B, sauf sur le pressage français où Get It On est omise.
- 45 tours
  1. Welcome to the Pleasuredome (Altered Real) - 4:20
  2. Get It On (Marc Bolan) — 3:28
  3. Happy Hi! (Gill/Johnson/O'Toole) — 3:47

- 45 tours
  1. Welcome to the Pleasuredome (Alternative Reel) - 5:05
  2. Get It On - 3:28
  3. Happy Hi! - 3:47

- 45 tours
  1. Welcome to the Pleasuredome (Alternative Reel) - 5:05
  2. Get It On - 2:32
  3. Happy Hi! - 4:04

- 45 tours (États-Unis)
  1. Welcome to the Pleasuredome (Trevor Horn Remix) - 4:20
  2. Relax (International Live) - 4:26

- Maxi 45 tours
  1. Welcome to the Pleasuredome (Real Altered) - 9:42
  2. Get It On - 2:32
  3. Happy Hi! - 4:04
  4. Relax (International) (Gill/Johnson/O'Toole) — 4:51

- Maxi 45 tours
  1. Welcome to the Pleasuredome (Fruitness) - 10:47
  2. Welcome to the Pleasuredome (Edit) - 1:23
  3. Get It On - 2:32
  4. Happy Hi! - 4:04
  5. Born to Run (live) (Bruce Springsteen) - 4:49

- Cassette audio (All in the Mind, All in the Body - Frankie Goes to Hollywood in the Pleasuredome)
  1. Happy Hi! - 1:18
  2. Welcome to the Pleasuredome (The Soundtrack from Bernard Rose's Video) - 5:37
  3. Get It On - 3:56
  4. Welcome to the Pleasuredome (How to Remake the World) - 10:59
  5. Happy Hi! - 1:05

- Le single est ressorti, remixé, en 1993 et en 2000 et s'est de nouveau classé dans les charts britanniques.

- CD (1993)
  1. Welcome To The Pleasuredome (Original 7") - 4:22
  2. Welcome To The Pleasuredome (Brothers In Rhythm Rollercoaster Mix) - 14:36
  3. Welcome To The Pleasuredome (Elevatorman's Non-stop Top Floor Club Mix) - 6:06
  4. Welcome To The Pleasuredome (Pleasurefix Original 12" Mix) - 9:41

- Maxi 45 tours (1993)
  1. Welcome To The Pleasuredome (Brothers In Rhythm Rollercoaster Mix) - 14:36
  2. Welcome To The Pleasuredome (Elevatorman's Non-stop Top Floor Club Mix) - 6:06
  3. Welcome To The Pleasuredome (Elevatorman's Deep Down Bass-Ment Dub) - 6:02

- CD (2000)
  1. Welcome To The Pleasuredome (Sleazesister Album Mix Edit) - 3:35
  2. Welcome To The Pleasuredome (Nalin & Kane Remix Edit) - 8:00
  3. Welcome To The Pleasuredome (Sleazesister Anthem Mix) - 7:32

- CD (2000)
  1. Welcome To The Pleasuredome (Nalin & Kane Full Length Mix) - 11:23
  2. Welcome To The Pleasuredome (Sander's Coming Home Mix) - 10:18
  3. Welcome To The Pleasuredome (Paralyzer Remix) - 5:17
  4. Welcome To The Pleasuredome (Nalin & Kane Dub) - 11:22
  5. Welcome To The Pleasuredome (Sleazesister Edit) - 3:53
  6. Welcome To The Pleasuredome (Sleazesister Full Length Club) - 7:32
  7. Welcome To The Pleasuredome (Pleasurefix Mix) - 9:40

- Maxi 45 tours (2000)
  1. Welcome To The Pleasuredome (Nalin & Kane Remix) - 11:23
  2. Welcome To The Pleasuredome (Sander's Coming Home Remix) - 10:18

## Classements hebdomadaires
| Classement (1985)                      | Meilleure position |
| -------------------------------------- | ------------------ |
| Allemagne (GfK Entertainment)          | 9                  |
| Autriche (Ö3 Austria Top 40)           | 20                 |
| Belgique (Flandre Ultratop 50 Singles) | 13                 |
| Canada (RPM 100 Singles)               | 41                 |
| États-Unis (Billboard Hot 100)         | 48                 |
| France (IFOP)                          | 65                 |
| Irlande (IRMA)                         | 2                  |
| Nouvelle-Zélande (RMNZ)                | 9                  |
| Pays-Bas (Single Top 100)              | 14                 |
| Royaume-Uni (UK Singles Chart)         | 2                  |
| Suisse (Schweizer Hitparade)           | 20                 |

| Classement (1993)              | Meilleure position |
| ------------------------------ | ------------------ |
| Royaume-Uni (UK Singles Chart) | 18                 |

| Classement (2000)              | Meilleure position |
| ------------------------------ | ------------------ |
| Royaume-Uni (UK Singles Chart) | 45                 |

## Certifications
| Pays              | Certification | Unités certifiées |
| ----------------- | ------------- | ----------------- |
| Royaume-Uni (BPI) | Argent        | 250 000           |